# SAVIEM série S/SM
Le SAVIEM série S/SM est une gamme de camions moyen tonnage fabriquée par le constructeur français SAVIEMentre 1964 et 1967. Elle se compose deux séries distinctes :
- la série S, lancée en 1964, comprenant les modèles S5, S6, S7, S8 & S9
- la série SM (Saviem-MAN), lancée en 1967 et succédant à la précédente série "S", comprenant les modèles SM5, SM6, SM7 & SM8.

## SAVIEM Série S
La gamme SAVIEM série S a été lancée en 1964 pour remplacer la série Renault Galion datant de 1945. À l'origine, la "série S" se composait de deux modèles utilisant la nouvelle cabine avancée 710. Le "S5" disposait d'une charge utile de 5 tonnes et le "S7" de 7,2 tonnes. Peu après, au Mondial de l'Automobile de Paris en octobre 1964, SAVIEM dévoile deux nouveaux modèles : le "S8" (C.U. de 8,1 t) et le "S9" (C.U. de 9,4 tonnes) qui ne fait pas partie de la série car dérivé du JL 19. En 1966, SAVIEM présente le "S6" (C.U. de 6 tonnes). En 1967, la "série S" est remplacée par la "série SM" alors que les évolutions du S5 avec les S5B et S5C comme celle du S9 sont encore fabriquées. 
Le petit constructeur FAR a réalisé une variante tracteur à 3 et 4 roues de la série S, les "SD5" & "SD8" et Sinpar, le SuperCastor 3100 en 1968. Ces variantes ont été produites à moins de 10 exemplaires.

### Composition de la gamme
- S5 : 1964-67 - charge utile de 5,5 tonnes pour un PTAC de 8 tonnes,
- S6 : 1966-67 - C.U. de 6,0 tonnes,
- S7 : 1964-67 - C.U. de 7,2 t pour un PTAC de 10,6 tonnes, PTRA tracteur : 17 tonnes,
- S8 : 1965-67 - C.U. de 8,1 t pour un PTAC de 11,6 tonnes, PTRA tracteur : 19 tonnes,
- S9 : 1965-67 - C.U. de 9,4 t pour un PTAC de 14,0 tonnes, PTRA tracteur : 25 tonnes. Utilise la vieille cabine 830 du JL 19.

NDR : les tracteurs FAR à 3 et 4 roues servaient à effectuer les manœuvres des remorques pour la mise à quai dans les entreprises et les dépôts de la SNCF. Les tracteurs FAR disposaient d'une direction très souple alors que les directions assistées sur les camions n'existaient pas. Les tracteurs FAR pouv aient être équipés de plusieurs moteurs au choix du client et d'une boîte de vitesses extrêmement démultipliée ce qui permettait de tracter des remorques de 15 tonnes, le maximum pour un semi-remorque de l'époque. La cabine était empruntée aux modèles de série, comme celle des Saviem "S5/S8". Les productions Chenard-Walcker-FAR étaient réalisées sous licence du constructeur britannique Scammell Ltd.

### Caractéristiques techniques[3]
- S5 : équipé du moteur Renault 591, 4 cylindres diesel 3,0 litres (74 ch SAE / 55 kW à 3.200 tr/min), couple de 180 N⋅m à 2.000 tr/min.
- S6, S7 & S8 : moteur diesel 6 cylindres Perkins 6.354, 5,8 litres injection directe (124 ch SAE / 93 kW à 2.800 tr/min), couple de 392 N⋅m à 1.600 tr/min.

La suspension des quatre modèles dispose de ressorts à lames sur les deux essieux. Les freins sont hydrauliques (S5) et à air comprimé (S7 & S8). La boîte de vitesses est manuelle synchronisée à cinq rapports et la direction est à vis sans fin.
Le SAVIEM S9 a curieusement bénéficié de l'appellation "S" mais a conservé la vieille cabine 830/840 du JL 19/JL 20. Il était équipé du moteur diesel 6 cylindres SOMUA "Fulgur" F.646 de 6,8 litres (150 ch SAE / 110 kW à 1.500 tr/min) avec un couple de 422 N⋅m à 1.650 tr/min. Le camion est équipé d'une boîte de vitesses manuelle synchronisée à six rapports. Comme les autres modèles "S", le S9 a une suspension à ressorts à lames et une direction à vis sans fin. Il était disponible avec les empattements de 3.000 mm et 4.600 mm.

## SAVIEM série SM
Le SAVIEM SM était une gamme de camions moyens produits par le constructeur français SAVIEM, filiale de la Régie Renault, entre 1967 et 1975.
Fin 1967, dans le cadre d'un partenariat élargi avec le motoriste et constructeur allemand MAN, SAVIEM présente les gammes SM (Saviem-MAN) pour remplacer la précédente série "S". Tous les modèles utilisant la cabine 812, version actualisée de la cabine utilisée sur la série "S" et pour la série "SG" (Super Galion et Super Goélette). La commercialisation de la série "SM" civile a été abandonnée en 1975, alors que les versions militaires ont été produites jusqu'en 1989.

### Détails techniques[5]
La gamme SM comprenait cinq modèles :
- SM5 : Cherge utile: 5,3 t pour un PTAC de 8,0 tonnes, moteur essence Renault Type 817-02 2,6 litres (78 ch / 57,4 kW à 3.600 tr/min) couple 206 Nm à 2.000 tr/min ou diesel Renault type 712.01, 3,32 litres (92 ch / 67,7 kW à 3.200 tr/min) couple 220 Nm à 2.000 tr/min,
- SM6 : PTAC 9,0 tonnes,
- SM7 : PTAC 10,95 tonnes, version tracteur de 21,0 t de PTRA,
- SM8 : C.U. 8 tonnes et PTAC 12,3 tonnes, version tracteur de 21,5 t de PTRA,
- SM9 : PTAC tonnes.

L'embrayage était un mono-disque Ferodo 12 LF 39 (sauf pour le SM8 4x4). La boîte de vitesses était une unité manuelle type 301 à 5 rapports dont 4 synchronisés.
La suspension était assurée par des ressorts à lames sur les deux essieux. Les freins étaient mixtes, hydrauliques/pneumatiques sur le "SM6" et à air comprimé sur les autres modèles.

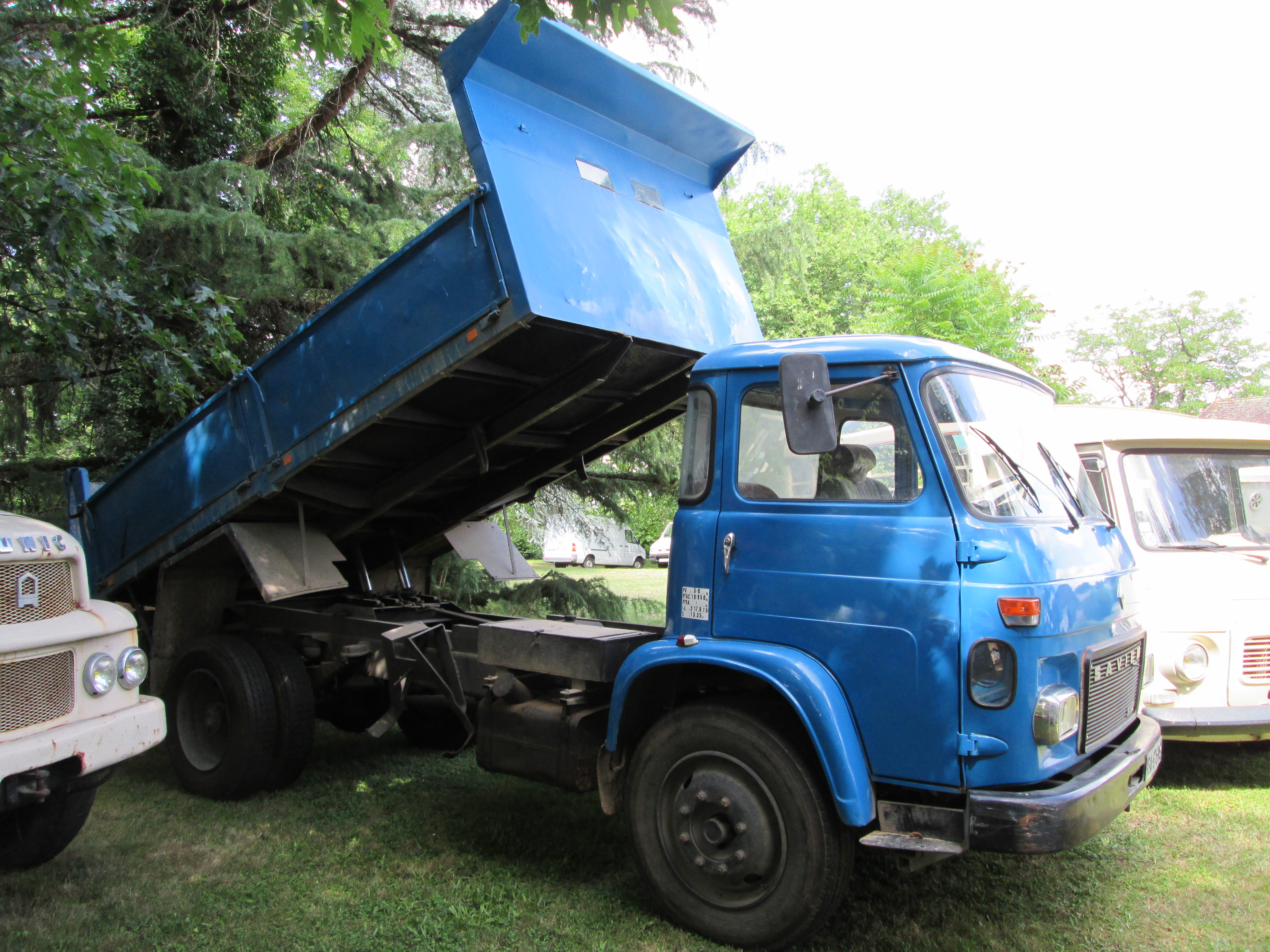
SAVIEM SM7 à benne basculante.